# Monument voor Zacharias de Korte
Het monument voor Zacharias de Korte in de Nederlandse plaats Alphen aan den Rijn is een gedenkteken ter nagedachtenis aan pastoor De Korte die in de Tweede Wereldoorlog is omgekomen.

## Achtergrond
De in Gouda geboren Zacharias de Korte (1891-1945) werd priester gewijd in 1918 en was van 1925 tot 1938 professor aan het seminarie in Warmond. In november 1938 werd hij deken van de Sint-Bonifaciusparochie in Alphen. Tijdens de oorlog werd De Korte ervan verdacht onderduikers aan levensmiddelen te hebben geholpen. Hij werd in de nacht van 25 op 26 augustus 1944 door de Sicherheitsdienst gearresteerd. Hij werd afgevoerd naar Duitsland en kwam via de kampen Sachsenhausen en Oranienburg terecht in Bergen-Belsen, waar hij half maart 1945 aan ondervoeding en tyfus is overleden.
Op 17 juli 1945 werd in de Bonifaciuskerk het requiem opgedragen door bisschop Huibers. Oud-kapelaan Klaver sprak daarbij n.a.v. een tekst uit de Psalmen: "De ijver voor Uw huis heeft mij verteerd; op mij viel de smaad van hen, die U smaden" (Ps. 69:10).
Beeldhouwer Wim Harzing, die in 1940 een kruisbeeld voor de kerk had gemaakt, werd gevraagd een gedenkteken voor De Korte te maken. Het keramisch reliëf, aangeboden door de parochianen, werd in mei 1947 werd onthuld aan de noordgevel van de Bonifaciuskerk.
De Bonifaciusparochie heeft ervoor gezorgd dat er ook in Bergen-Belsen een monument voor deken De Korte is geplaatst. De tekst op de steen luidt: † Ter gedachtenis aan Zacharias de Korte, priester, 26 februari 1891, maart 1945.

## Beschrijving
Het oorlogsmonument toont een visioen van Johannes van de aanbidding van het Lam Gods door 24 ouderlingen (Openbaringen 5:8). Twee blauwe tegels aan weerszijden van het reliëf vermelden: "TER EERBIEDIGE GEDACHTENIS AAN DE HOOGEERWAARDE DEKEN Z. DE KORTE - GOUDA 21-2-1891" en "OP 9 NOVEMBER 1938 DEKEN VAN ALPHEN. BEZWEKEN IN BERGEN-BELSEN, MAART 1945." Banderollen onder de tegels en het reliëf vermelden naast de hierboven aangehaalde tekst uit Psalmen 69:10 een tekst uit Openbaringen 5:9: "WANT GIJ ZIJT GESLACHT GEWORDEN, HEBT MET UW BLOED VOOR GOD GEKOCHT." 